# Sens
Sens é uma comuna francesa na região administrativa de Borgonha-Franco-Condado, no departamento Yonne. Estende-se por uma área de 27,86 km². Em 2010 a comuna tinha 27 110 habitantes (densidade: 973,1 hab./km²).. Era chamada de Agedinco (em latim: Agedincum) no período romano.